# Riviera italiana

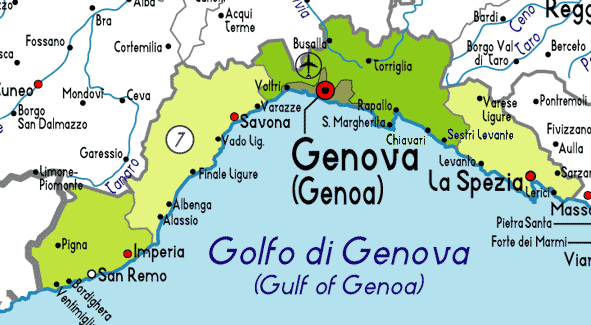
Liguria y la Riviera italiana

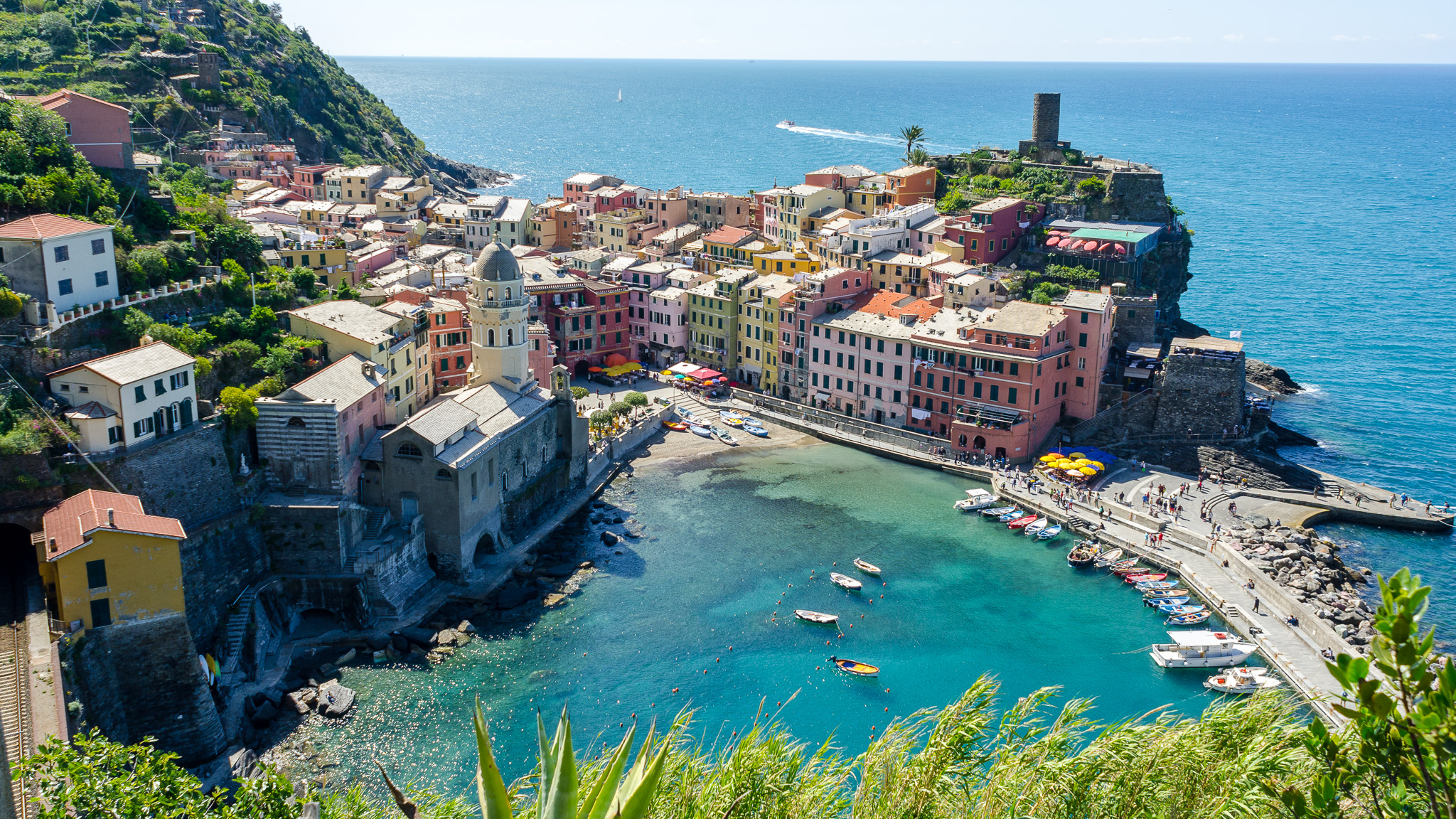
Vernazza, Cinque Terre

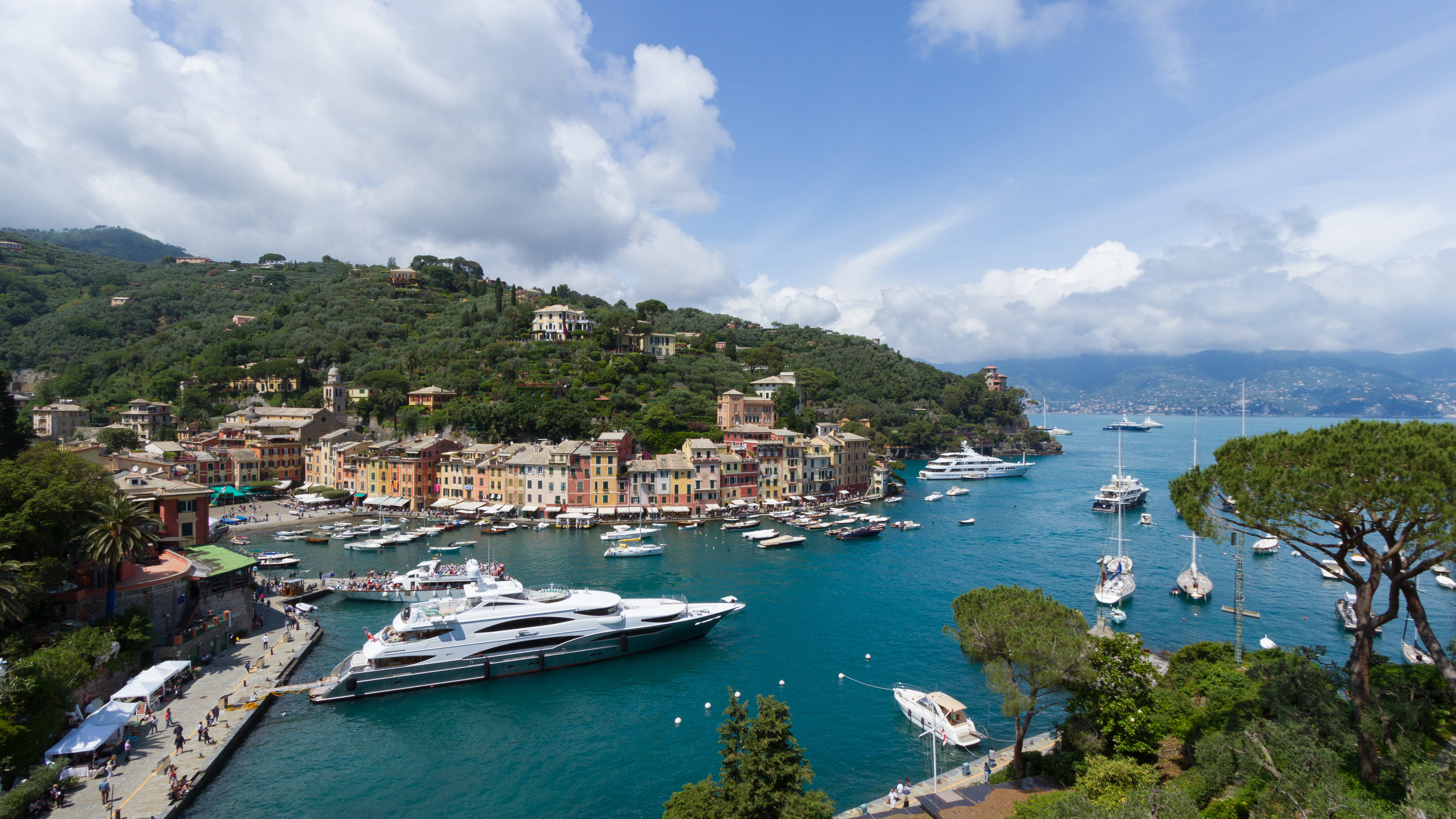
El pequeño puerto de Portofino

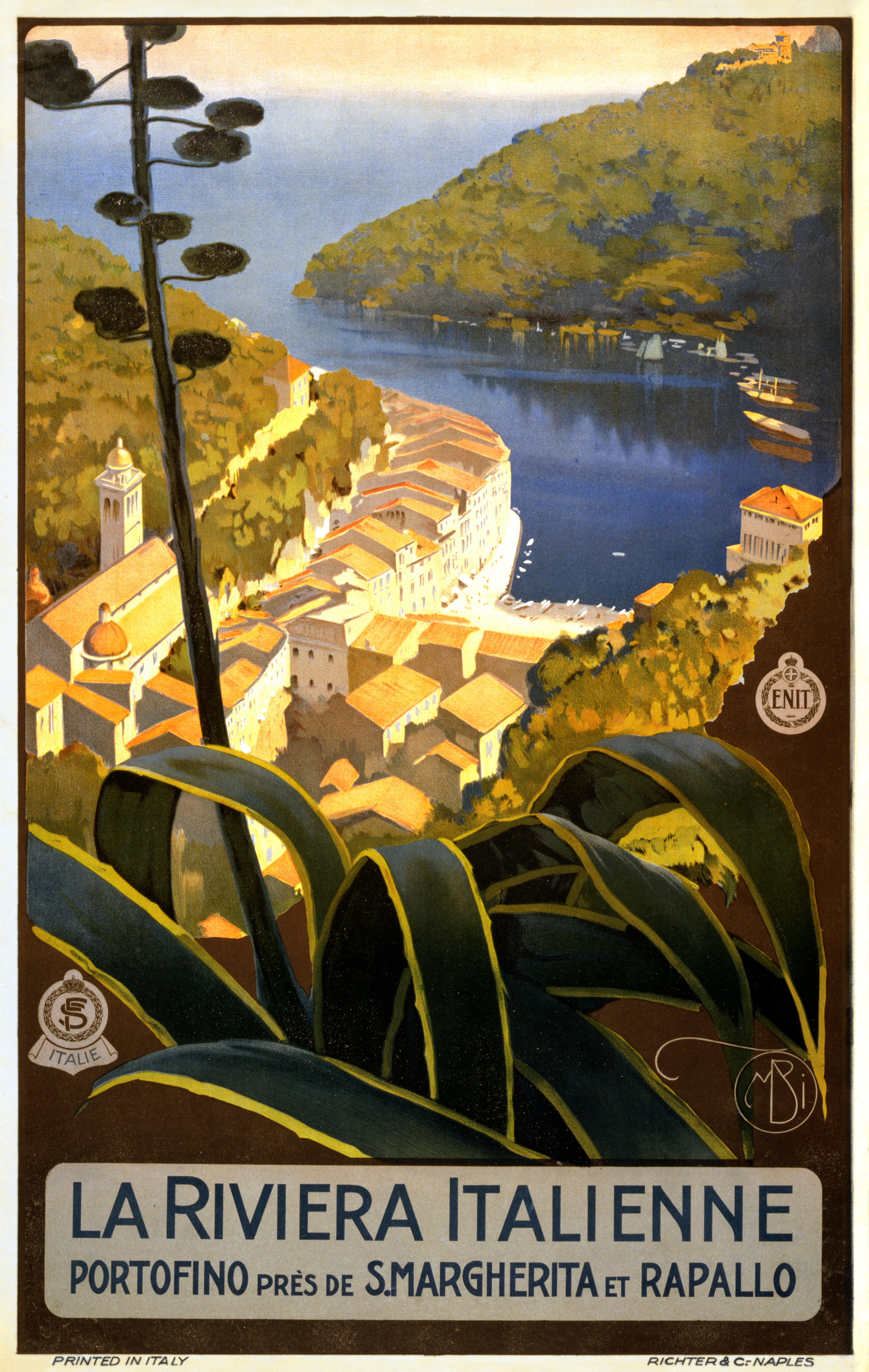
La Riviera italienne, un póster de viajes de ENIT, ca. 1920.

La Riviera italiana, o la Riviera de Liguria en italiano: Riviera ligure es la estrecha franja costera que se extiende entre el mar de Liguria y la cadena montañosa formada por los Alpes Marítimos y los Apeninos. Longitudinalmente se extiende desde la frontera con Francia y la Riviera francesa (o  Côte d'Azur), cerca de Ventimiglia (un antiguo puesto postal) hasta cabo Corvo (también conocido como punta Bianca) que marca el extremo oriental del golfo de La Spezia y está cerca de la frontera con la Toscana.  La Riviera italiana incluye así casi toda la costa de Liguria. (Históricamente se extendió más hacia el oeste, a través de lo que es ahora territorio francés en cuanto hasta Monaco.)  
La Riviera comprende territorio de las cuatro provincias de Liguria —Savona, Imperia, Génova y La Spezia, con una longitud total de unos 350 kilómetros.
Hay una indicación geográfica con denominación de origen protegida para los aceites de oliva vírgenes extra producidos en esta costa que se llama Riviera Ligure.

## Descripción
El centro de la Riviera es la ciudad de Génova, el puerto más importante del Mediterráneo, que la divide en dos secciones principales: la Riviera de Poniente (Riviera di Ponente), que se extiende hacia el oeste desde Génova-Voltri a la frontera francesa y el Principado de Mónaco; y la Riviera de Levante (Riviera di Levante), al este de Génova-Voltrie hasta Capo Corvo, con los puertos de Savona-Vado y La Spezia.
Es famosa por su clima particularmente suave y su relajado estilo de vida que, junto con el encanto de sus viejos puertos pesqueros y la belleza de su paisaje, la han convertido en un destino popular para los viajeros y turistas desde la época de Byron y Shelley.
Muchos pueblos y ciudades de la zona son conocidos internacionalmente, como Portofino, Bordighera, Lerici y las Cinque Terre..
La parte de la Riviera de Poniente centrada en Savona, se llama Riviera de las Palmas (Riviera delle Palme); la parte centrada en Sanremo , es la Riviera de las Flores (Riviera dei Fiori), en reconocimiento de una creciente industria de la larga tradición de la flor.
Algunos lugares en, o cerca de, la Riviera italiana son los siguientes:
- Alassio
- Albenga
- Albissola Marina
- Ameglia
- Andora
- Arenzano
- Arma di Taggia
- Bajardo
- Balestrino
- Bergeggi
- Bergeggi Island
- Bogliasco
- Bonassola
- Bordighera
- Borghetto Santo Spirito
- Borgio Verezzi
- Bussana
- Bussana Vecchia
- Brugnato
- Colletta di Castelbianco
- Camogli
- Campo Ligure
- Campomorone
- Camporosso
- Capo di Noli
- Capo Mele
- Castelvecchio di Rocca Barbena
- Celle Ligure
- Ceriale
- Ceriana
- Cervo
- Chiavari
- Cicagna
- Cinque Terre
- Cipressa
- Civezza
- Cogoleto
- Corniglia
- Costarainera
- Deiva Marina
- Diano Marina
- Finale Ligure
- Framura
- Isla Gallinara
- Génova
- Genoa Nervi
- Genoa Pegli
- Genoa Sant'Ilario
- Imperia
- Laigueglia
- Lavagna
- Lerici
- Levanto
- Loano
- Manarola
- Moneglia
- Monterosso al Mare
- Noli
- Ospedaletti
- Isla de Palmaria
- Pietra Ligure
- Portofino
- Portovenere
- Rapallo
- Recco
- Riomaggiore
- Riva Ligure
- San Bartolomeo al Mare
- San Fruttuoso
- San Lorenzo al Mare
- San Pietro di Rovereto
- San Rocco
- Sanremo
- Santo Stefano al Mare
- Santa Margherita Ligure
- Sarzana
- Savona
- Sestri Levante
- Sori
- La Spezia
- Spotorno
- Taggia
- Vado Ligure
- Vallecrosia
- Varazze
- Ventimiglia
- Vernazza
- Voltri
- Zoagli
- Zuccarello